# Sciobia mauretanicus
Sciobia mauretanicus är en insektsart som först beskrevs av Henri Saussure 1898.  Sciobia mauretanicus ingår i släktet Sciobia och familjen syrsor. Inga underarter finns listade i Catalogue of Life.